# Alicyclobacillaceae
Alicyclobacillaceae jsou čeledí grampozitivních bakterií. Všechny rody spadající pod tuto čeleď jsou anaerobní a tvoří endospory. Čeleď obsahuje čtyři rody: Alicyclobacillus, Effusibacillus, Kyrpidia a Tumebacillus.

## Podřazené taxony

### Alicyclobacillus
Rod Alicyclobacillus má více než 20 uznávaných druhů. Všechny jsou acidofilní a mají tepelně odolné endospory. Některé druhy (například Alicyclobacillus acidoterrestris) se podílejí na ovlivňování kvality pasterizovaných ovocných šťáv.

### Effusibacillus
Tento rod zahrnuje od roku 2019 tři druhy. Effusibacillus lacus byl izolován z jezera v Japonsku, Effusibacillus pohliae byl izolován z jezera na Antarktidě. Oba tyto druhy jsou termofilní, jejich ideální růstová teplota je 50 °C. Effusibacillus consociatus byl izolován z lidské krve. Jeho ideální růstová teplota je 30 °C. Nebylo prokázáno, že by byl Effusibacillus consociatus příčinou jakéhokoliv bakteriálního patogenu.

### Kypridia
Rod obsahuje od roku 2019 dva druhy. Oba druhy Kypridia byly izolovány z oblastí s vysokou vulkanickou aktivitou (Toskánsko, Azorské ostrovy).

### Tumebacillus
Obsahuje 8 podřazených taxonů izolovaných z arktického permafrostu, půdy, odpadních vod, řas v procesu rozkladu a říčních vod.